# Kotelva
Kotelva (în ucraineană Котельва) este așezarea de tip urban de reședință a raionului Kotelva din regiunea Poltava, Ucraina. În afara localității principale, mai cuprinde și satele Cerneșcîna, Kaminne și Mîhailove.

## Demografie
Componența lingvistică a așezării de tip urban Kotelva
     Ucraineană (97,55%)
     Rusă (2,16%)
     Alte limbi (0,19%)
Conform recensământului din 2001, majoritatea populației așezării de tip urban Kotelva era vorbitoare de ucraineană (97,55%), existând în minoritate și vorbitori de rusă (2,16%).